# (27692) 1981 EC34
A (27692) 1981 EC34 a Naprendszer kisbolygóövében található aszteroida. Schelte J. Bus fedezte fel 1981. március 1-jén.